# Jericho Mansions
Jericho Mansions ist ein kanadischer Independentfilm  aus dem Jahre 2003. Regie führte Alberto Sciamma.

## Handlung
Das Mehrfamilienhaus Jericho Mansions wird von verschiedenen, sehr verschrobenen Personen bewohnt: dem  Hausmeister Leonard Grey, der unter Agoraphobie leidet und der aus Büroklammern das Modell einer historischen Brücke baut, der Masseurin Donna Cherry, der Flamencotänzerin Dolores und der verwitweten Französin Lily Melnick.
Als sich eines Tages ein Mord in dem Haus ereignet, kommen alle Bewohner unter Tatverdacht. Diese beschuldigen sich untereinander auch gegenseitig. Lily versucht mehrmals Leonard, den sie hasst, zu ermorden, was ihr aber nicht gelingt.
Es kommt zur finalen Auseinandersetzung zwischen Lily und Leonard auf dem Hausdach. Lily wirft Leonard herunter und dieser landet auf einem Polizeiauto.
Am Ende des Films wacht Leonard in einer Gefängniszelle auf, weil er in einem falschen Geständnis die Schuld für den Mord auf sich genommen hat. Er sagt, dass er nun glücklich sei.

## Kritik
„Stilvoll ausgestatteter Thriller, der die wendungsreiche Handlung etwas überstrapaziert, sich aber auf seinen überzeugenden Hauptdarsteller verlassen kann.“